# Akmena (přítok Suosy)
Akmena je řeka na severovýchodě Litvy, v okrese Kupiškis, pravý přítok řeky Suosa, do které se vlévá u vsi Radžiūnai, 2,8 km od jejího ústí do řeky Lėvuo. Je dlouhá 6,9 km. Pramení na severním okraji obce Rudiliai, 10 km jihojihozápad od okresního města Kupiškisu.

## Průběh toku
Pramení na severním okraji obce Rudiliai, teče zpočátku směrem severním, protéká vsí Akmeniai, u obce Karaliūnai se stáčí doleva až skoro do protisměru - teče na jihojihozápad. Za cestou Karaliūnai - Akmeniai se stáčí mírně k západu a u vsi Radžiūnai se vlévá do rybníka na řece Suosa, 2,8 km od jejího ústí do řeky Lėvuo.

## Přítoky
Řeka nemá významné přítoky

## Obce při řece
- Rudiliai, Akmeniai, Ploteliai, Karaliūnai, Liutynė

## Původ názvu
O jazykových souvislostech sledujte část rozcestníku Původ názvu.